# Trev Alberts
Trev Kendall Alberts (Cedar Falls, 8 de agosto de 1970), más conocido como Trev Alberts, es un exjugador, director técnico y comentarista deportivo estadounidense de fútbol americano que ocupaba la posición de linebacker en la Liga Nacional de Fútbol (del inglés: National Football League). Además, jugó al fútbol americano universitario en la Universidad de Nebraska-Lincoln, siendo reclutado por los Indianapolis Colts en el Draft de la NFL de 1994; jugó en este equipo hasta el año 1996.

## Estadísticas en temporada regular
| 1            | 1994 | 12 | 27-11-1994 | 24-111 | IND    |  | NWE | P 10-12   | 1.0             | 0               | 0               | 0                         | 0                         | 0                         |
| 2            | 1994 | 16 | 24-12-1994 | 24-138 | IND    |  | BUF | G 10-9    | 1.0             | 0               | 0               | 0                         | 0                         | 0                         |
|              |      |    |            |        |        |  |     |           | Sacks y Tackles | Sacks y Tackles | Sacks y Tackles | Intercepciones defensivas | Intercepciones defensivas | Intercepciones defensivas |
| Rk           | Año  | #  | Fecha      | Edad   | Equipo |  | Op  | Resultado | Sk              | Tkl             | Ast             | Int                       | Yds                       | TD                        |
| 3            | 1995 | 6  | 15-10-1995 | 25-068 | IND    |  | SFO | G 18-17   | 2.0             | 0               | 0               | 0                         | 0                         | 0                         |
|              |      |    |            |        |        |  |     |           | Sacks y Tackles | Sacks y Tackles | Sacks y Tackles | Intercepciones defensivas | Intercepciones defensivas | Intercepciones defensivas |
| Rk           | Año  | #  | Fecha      | Edad   | Equipo |  | Op  | Resultado | Sk              | Tkl             | Ast             | Int                       | Yds                       | TD                        |
| 4            | 1996 | 14 | 05-12-1996 | 26-119 | IND    |  | PHI | G 37-10   | 0.0             | 0               | 0               | 1                         | 19                        | 0                         |
|              |      |    | 4 juegos   |        |        |  |     |           | 4.0             | 0               | 0               | 1                         | 19                        | 0                         |
| Notas: 1. 2. |      |    |            |        |        |  |     |           |                 |                 |                 |                           |                           |                           |